# Anopheles auyantepuiensis
Anopheles auyantepuiensis este o specie de țânțari din genul Anopheles, descrisă de Ralph E. Harbach și Navarro în anul 1996.
Este endemică în Venezuela. Conform Catalogue of Life specia Anopheles auyantepuiensis nu are subspecii cunoscute.